# Elaiza
Elaiza – niemiecki zespół muzyczny grający muzykę folkową i alternatywną założony w 2013 roku, reprezentant Niemiec podczas 59. Konkursu Piosenki Eurowizji w 2014 roku.

## Historia

### Początki
W 2008 Elżbieta Steinmetz z d. Sosnowska, 16-letnia piosenkarka mająca polsko-ukraińskie pochodzenie, rozpoczęła karierę w berlińskim Valicon-Studios. Podczas pracy w studiu poznała akordeonistkę Yvonne Grünwald, która w tym samym czasie zaprosiła do współpracy kontrabasistkę Natalie Plöger.

### 2013:March 28
Na początku 2013 trio postanowiło rozpocząć współpracę pod nazwą Elaiza. W marcu wyprodukowały materiał na album zatytułowany March 28, który został nagrany w Emil Berliner Studios oraz wydany przez wytwórnię Berliner Meister Schallplatten. Na płycie, której premiera odbyła się 5 września, znalazły się wykonania na żywo ośmiu utworów autorstwa Steimetz, zapisanych metodą direct-to-disk recordings. Album został wydany w prawie 3 tys. egzemplarzy. Niedługo potem trio, wraz z berlińską grupą produkcyjną Valicon, rozpoczęło pracę nad debiutanckim albumem studyjnym. W 2013 otrzymały nagrodę dla debiutantów podczas ceremonii Women of the World Festival.

### 2014: Konkurs Piosenki Eurowizji iGallery

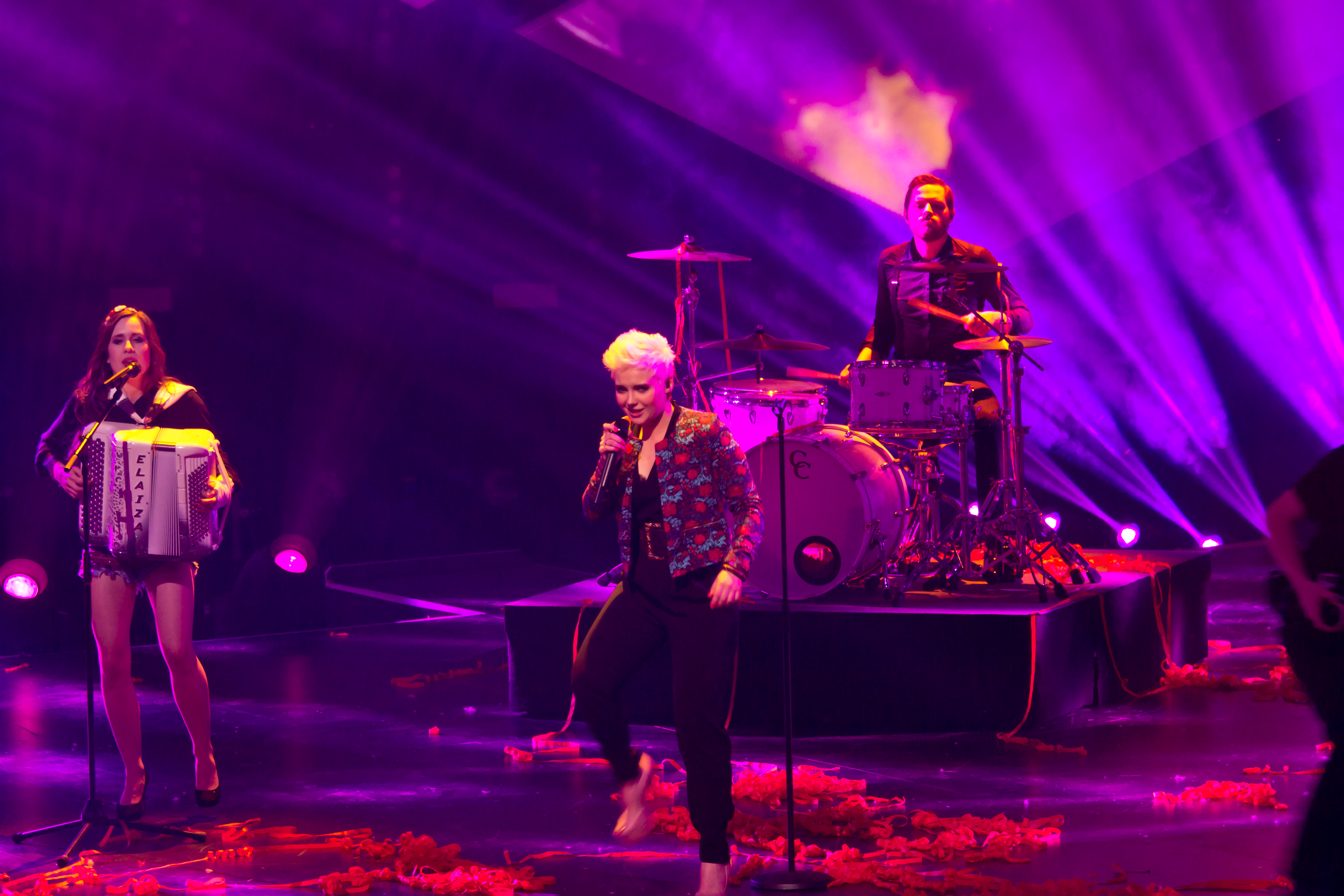
Elaiza podczas występu w Unser Song für Dänemark (2014)

Na początku 2014 wysłały internetowo zgłoszenie do udziału w rywalizacji o tzw. „dziką kartę” umożliwiającą występ w stawce konkursowej finału Unser Song für Dänemark. Do krajowych eliminacji eurowizyjnych zgłosiły się z piosenką „Is It Right”, z którą zakwalifikowały się do półfinałów. 27 lutego w klubie Edelfettwerk w Hamburgu wystąpiły w koncercie, podczas którego (decyzją telewidzów i jurorów) zostały wybrane na ósmego uczestnika finału rozgrywanego 13 marca w hali Lanxess-Arena w Kolonii. W pierwszym etapie selekcji zaprezentowały piosenkę „Is It Right” i awansowały do drugiej rundy, w której zaśpiewały utwór „Fight Against Myself”. W ostatniej, trzeciej części koncertu, zajęły pierwsze miejsce, zdobywszy 55% poparcie telewidzów, dzięki czemu zostały ogłoszone reprezentantkami Niemiec w 59. Konkursie Piosenki Eurowizji organizowanego w Kopenhadze. Jako reprezentantki Niemiec, czyli kraju należącego do państw tzw. „Wielkiej Piątki” wpłacających Europejskiej Unii Nadawców (EBU) największe składki na organizację konkursu, miały zapewnione miejsce w finale imprezy, który odbył się w sobotę, 10 maja. Zajęły w nim 18. miejsce po zdobyciu łącznie 39 punktów.

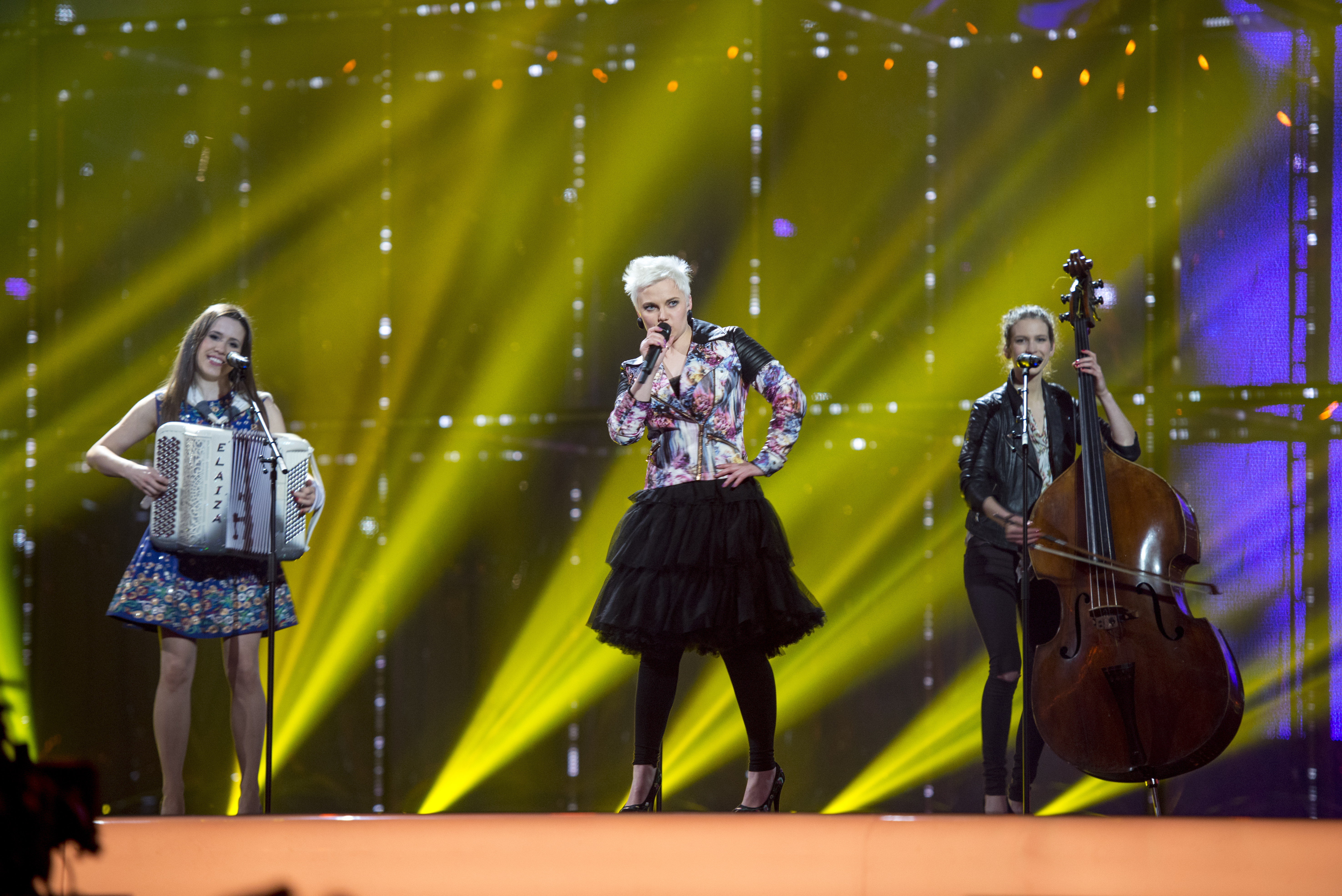
Zespół podczas prób do występu w 59. Konkursu Piosenki Eurowizji organizowanym w Kopenhadze, maj 2014

28 marca wydały swój debiutancki album studyjny, zatytułowany Gallery, którego producentami byli: Ingo Politz i Frank Kretschmer, który dodatkowo współtworzył muzykę oraz teksty wszystkich utworów razem ze Steinmetz i Adamem Kesselhautem. Płyta promowana była m.in. przez singiel „Is It Right”, który dotarł do czwartego miejsca niemieckiej listy przebojów i uzyskał status złotej płyty w kraju za sprzedaż w ponad 150 tys. egzemplarzach. Utwór zyskał także dużą popularność w Polsce, gdzie podbił notowania airplay oraz lokalne i ogólnopolskie listy przebojów. Po udziale w Konkursie Piosenki Eurowizji zespół Elaiza wydał dwa kolejne single: „I Don’t Love You” oraz „Green”.
23 sierpnia wystąpiły podczas koncertu „Muzodajnia Gwiazd” organizowanego w ramach drugiego dnia Polsat Sopot Festival w Sopocie. 31 grudnia zagrały w Polsce podczas koncertu sylwestrowego organizowanego we Wrocławiu i transmitowanego przez stację TVP2.

### 2015–2018:Restlessi zmiana składu
W 2015 zaczęły pracę nad materiałem na swoją drugą płytę. Album, zatytułowany Restless, ukazał się w kwietniu 2016. Na początku sierpnia z zespołu odeszła Yvonne Grünwald, a jej miejsce zajęła Laura Zimmermann.

## Skład zespołu

### Obecni członkowie
- Elżbieta Steinmetz (ur. 1992, Smiła) – wokal, fortepian (od 2013)
- Natalie Plöger (ur. 1985) – kontrabas, wokal wspierający (od 2013)
- Laura Zimmermann – akordeon, skrzypce (od 2016)

### Byli członkowie
- Yvonne Grünwald (ur. 1984) – akordeon, glockenspiel, wokal wspierający (2013–2016)

## Dyskografia

### Albumy studyjne
| Rok  | Dane dot. albumu                                                                            | Najwyższe pozycje na liście |
| Rok  | Dane dot. albumu                                                                            | GER                         |
| ---- | ------------------------------------------------------------------------------------------- | --------------------------- |
| 2014 | Gallery - Wydany: 28 marca 2014 - Wytwórnia: Heart of Berlin - Format: CD, digital download | 24                          |
| 2016 | Restless - Wydany: 6 maja 2016 - Wytwórnia: Heart of Berlin - Format: CD, digital download  | 92                          |
| 2020 | Liebe & Krieg - Wydany: 14 lutego 2020 - Wytwórnia: Ariola - Format: CD, digital download   | 87                          |

### Single
| Rok                                                      | Tytuł                  | Najwyższe pozycje na listach | Najwyższe pozycje na listach | Najwyższe pozycje na listach | Najwyższe pozycje na listach | Najwyższe pozycje na listach | Najwyższe pozycje na listach | Certyfikat   | Sprzedaż        | Album    |
| Rok                                                      | Tytuł                  | GER                          | AUT                          | DEN                          | IRE                          | POL                          | SWI                          | Certyfikat   | Sprzedaż        | Album    |
| -------------------------------------------------------- | ---------------------- | ---------------------------- | ---------------------------- | ---------------------------- | ---------------------------- | ---------------------------- | ---------------------------- | ------------ | --------------- | -------- |
| 2014                                                     | „Fight Against Myself” | 50                           | –                            | –                            | –                            | –                            | –                            |              |                 | Gallery  |
| 2014                                                     | „Is It Right”          | 4                            | 14                           | 39                           | 83                           | 1                            | 43                           | - GER: złoto | - GER: 150 000+ | Gallery  |
| 2014                                                     | „I Don’t Love You”     | –                            | –                            | –                            | –                            | –                            | –                            |              |                 | Gallery  |
| 2014                                                     | „Green”                | –                            | –                            | –                            | –                            | –                            | –                            |              |                 | Gallery  |
| 2016                                                     | „Hurricane”            | –                            | –                            | –                            | –                            | –                            | –                            |              |                 | Restless |
| 2016                                                     | „Real”                 | –                            | –                            | –                            | –                            | –                            | –                            |              |                 | Restless |
| „–” oznacza, że singel nie był notowany na danej liście. |                        |                              |                              |                              |                              |                              |                              |              |                 |          |

#### Inne notowane utwory
| Rok  | Tytuł     | Najwyższe pozycje na liście | Album   |
| Rok  | Tytuł     | GER                         | Album   |
| ---- | --------- | --------------------------- | ------- |
| 2014 | „Without” | 88                          | Gallery |